# علاءالدوله پسر بایسنقر
رکن‌الدین علاءالدوله میرزا یک شاهزادهٔ تیموری و نوهٔ شاهرخ حاکم آسیای مرکزی بود. او فرزند بایسنقر بود و بایسنقر هم به‌دلیل این‌که پیش از پدرش درگذشت، نتوانست جانشینش شود. علاءالدوله پس از مرگ پدربزرگش درگیر جنگ جانشینی متعاقب آن شد. اگرچه او در آغاز از یک مزیت راهبردی برخوردار بود، اما سرانجام رقیبانش از او پیشی گرفتند. علاءالدوله در غربت پس از چندین تلاش ناموفق برای به‌دست آوردن تاج و تخت، درگذشت.

## جنگ جانشینی
شاهرخ بی‌درنگ پس از سرکوب شورش نوهٔ دیگرش، سلطان محمد پسر بایسنقر، در مارس ۱۴۴۷ به‌دلیل بیماری در اقامتگاه زمستانی خود در ری درگذشت. گوهرشاد که با او بود، به‌سرعت پیامی به علاءالدوله پسر بایسنقر که به‌عنوان معاون شاهرخ در هرات مانده بود، فرستاد و او را از مرگ سلطان آگاه کرد. با این حال، در حالی که او و عبداللطیف پسر الغ‌بیگ جسد را برای خاکسپاری به هرات اسکورت می‌کردند، عبداللطیف پسر الغ‌بیگ مادربزرگ و جسد هر دو را به گروگان گرفت. دلایل وی برای این امر نامشخص است، اما این احتمال وجود دارد که او در حال تلاش برای پیشی گرفتن بر علاءالدوله پسر بایسنقر و قوت بخشیدن ادعای جانشینی خود بوده باشد. همچنین ممکن است این رخداد بخشی از طرحی از پیش تعیین‌شده برای پشتیبانی از ادعاهای پدرش الغ‌بیگ بوده باشد که در این مرحله تنها پسر زندهٔ شاهرخ بود.
علاءالدوله پسر بایسنقر که در هرات روزگار می‌گذراند، با آگاهی از اوضاع، خود را شاه خواند و خزانهٔ پدربزرگ خود را میان سربازان تقسیم کرد. سپس سربازان شاهزاده حمله به پسرعموی خائنش (جهت آزاد کردن شهبانوی بیوه و نجات پیکر پدربزرگش) را آغاز کردند.
طی چند ماه بعد، سرزمین‌های گوناگون امپراتوری تیموری از سوی فرزندان و نوادگان شاهرخ تقسیم شدند و این شاهزادگان ترجیح دادند با احتیاط و حالت دفاعی عمل کنند. در این مدت علاءالدوله پسر بایسنقر موقعیتی غبطه‌برانگیز داشت و منطقهٔ ثروتمند خراسان را در اختیار داشت که دربردارندهٔ پایتخت پیشین پدربزرگش هرات بود. افزون بر این، او بیشتر اشراف شاهرخ را در بیعت داشت و همچنین بهرمند از کمک شهبانوی متنفذ گوهرشاد بود.
این وقفه در ماه مه پایان یافت، زمانی که الغ‌بیگ، که از سمرقند فرمانروایی می‌کرد، ابوبکر فرزند محمد جوکی را به اسارت گرفت و نیروهای خود را در بلخ که پیشتر جوکی در آن فرمانروایی می‌کرد مستقر کرد.
هنگامی‌که الغ‌بیگ شنید که علاءالدوله لشکر خود را در اقدامی برای ایستادگی در برابر او گرد آورده‌است، امیر الغ‌بیگ به او سفارش کرد با برادرزاده‌اش صلح کند. علاءالدوله که تازه فهمیده بود که برادرش میرزا ابوالقاسم بابر در نزدیکی هرات دست به حمله می‌زند، این پیشنهاد را پذیرفت و به الغ‌بیگ اجازه داد بسیاری از سرزمین‌های پیشین ابوبکر پسر جوکی را نگه‌دارد.
در حالی که علاءالدوله برای رویارویی با نیروهای برادرش به مشهد لشکر کشید، امیران هر دو شاهزاده با اشاره به این‌که الغ‌بیگ قصد چیرگی کامل بر رقبای خود دارد، از آن‌ها خواستند که اتحاد ایجاد کنند. آن‌ها به مرزی در خوبوشان (فوچان) توافق کردند و به پایتخت‌های خود بازگشتند.
در زمستان همان سال، علاءالدوله درگیر اختلاف با عبداللطیف پسر الغ‌بیگ شد که به‌عنوان والی پدرش الغ‌بیگ در بلخ مستقر بود. علاءالدوله لشکرکشی علیه پسرعموی خود را آغاز کرد و منطقه را غارت کرد. الغ‌بیگ این را بهانهٔ یورش قرار داد و همراه با فرزندش عبداللطیف در بهار ۱۴۴۸ به برادرزاده‌اش حمله کرد.
دو ارتش در ترناب نبرد کردند و علاءالدوله شکست خورد و ناچار به عقب‌نشینی نزد میرزا ابوالقاسم بابر در استرآباد شد. مشهد ازسوی نیروهای الغ‌بیگ اشغال شد، در حالی‌که عبداللطیف، هرات را گشود. با این ناکامی، علاءالدوله پشتیبانان فراوانی را در میان پیروان خود از دست داد و هیچ‌گاه برجستگی پیشین خود را به‌دست نیاورد.
به نظر می‌رسد حتی مادربزرگش گوهرشاد نیز در مورد او تردید داشته و در عوض به برادرش سلطان محمد پسر بایسنقر در اصفهان پناه برد و بسیاری از خویشاوندان، بلندپایگان و شمار فراوانی از لشکر خود را با خود آورد.